# 阿坎人
阿坎人，又译阿肯人，是主要居住在加纳和象牙海岸的民族群落。阿坎人是这两个国家的主要民族，总人口数为4千万。阿坎人人使用的语言属于克瓦語支。
阿坎人包括以下支系：阿散蒂（Ashanti）、Akwamu、Akyem、Akuapem、登基拉（Denkyira）、Abron、Aowin、Ahanta、Anyi、Baoule、Chokos、Fante、Kwahu、Sefwi、Ahafo、Assin、Evalue、Wassa、Adjukru、Akye、Alladian、Attie、M'Bato、Abidji、Avikam、Avatime、Ebrie、Ehotile、Nzema、Abbe、Aboure、Coromantins、Ndyuka以及其他现在分布于加纳和科特迪瓦或起源于该地的民族。
阿坎人曾建立阿散蒂王國。在18、19世紀，有大量的阿坎人被帶往美國成為奴隸，在哥倫比亞被稱為"coromantee"。

## 民族分佈、人口與語言

### 人口分佈
阿坎人主要分布在迦納的南半部，以及象牙海岸靠近迦納的邊界。 總人口有18,436,000人，11,003,000人分佈在迦納，7,433,000人分佈在象牙海岸，皆佔迦納與象牙海岸近半的人口。
阿坎人分佈在迦納的部落：Agona, Ahafo, Ahanta, Akuapem, Akwamu, Akyem, Aowin, Asante, Assin, Brong, Chokosi, Denkyira, Evalue, Fante, Kwahu, Nzema, Sefwi, Wassa。
阿坎人分佈在象牙海岸的部落：Baoule,Agni,Abbe, Abidji, Aboure, Abron, Adjukru, Akye, Alladian, Attie, Avikam, Ebrie, Ehotile, Nzema。

### 語言
阿坎語屬於尼日-剛果語系中的克瓦語支中波圖-塔諾语的中部塔诺语。阿坎人本身分為許多部落，各部落皆講不同的方言，但彼此仍可以溝通。阿坎語在俄亥俄大學、俄亥俄州立大學、威斯康辛大學麥迪遜分校、哈佛大學、波士頓大學、印第安納大學、密西根大學、佛羅里達大學等學校都可以進行研讀。
阿坎語在聲調、元音和諧律以及鼻音化(nasalization)有其獨特之處。

## 地理環境
象牙海岸與迦納位於西非，幾內亞灣地帶，地處熱帶，北緯7°以南為熱帶雨林氣候，北緯7°以北為熱帶草原氣候。地勢由西北略向東南傾斜，由北而南分別為高地草原、低窪熱帶雨林、沿海平原。因近赤道，年雨量平均都在一千公釐以上。

## 歷史沿革
從15世紀到19世紀，阿坎人人主宰了區域金礦的挖掘與貿易，且自17世紀開始，他們是西非最有權力的群體。
他們的豐富黃金引來歐洲商人的注意。起初僅是葡萄牙商人，但到後來，荷蘭和英國商人也加入到了追尋阿坎人黃金的行列。阿坎人對鄰近的國家發動戰爭以捕捉人作為奴隸賣給歐洲人（葡萄牙人），而他們則用槍來交換阿坎人的黃金。阿坎人也將黃金用來購買從橫跨撒哈拉路線來的奴隸。阿坎人購買這些奴隸來清理阿散蒂地區濃密的森林。那時屬於阿坎人的群體裡，有大約三分之一的人是奴隸。在地理大發現的時候，位於黃金海岸的阿坎人人們從奴隸的購買者變成了奴隸的販賣者。因此，阿坎人在橫越大西洋的奴隸貿易上，扮演了相當重要的角色。
迦納後來也為此對這些被賣作奴隸的後人表達了歉意。
阿坎人，特別是位在阿散蒂的人，為了對抗歐洲殖民者，進行了多次戰爭以維持自治，像是英國-阿散蒂戰爭。

在1900年代早期，整個迦納都屬於英國的殖民地（或稱受英國保護的國家），象牙海岸則屬於法國。在1957年三月六日，在誇梅·恩克魯瑪的帶領下去殖民化，黃金海岸與英屬多哥蘭一起構成了迦納。 象牙海岸在1960年八月七日獨立。

## 社會、家庭與婚姻

### 社會
阿坎人基本上認為他們是一個國族。「阿坎」一詞意指「啟蒙」、「開化」。他們認為他們的血統可以追溯到一個女人。在這個國族裡根據方言分出三個分支，分別是「Guans」、「Fantes」、「Twis」。每一個分支都集結了許多部落。
在阿坎人的政治體系裡，最基本的單位是「州」，一個部落就是一個「州」，由好幾個人統治一個州，他們被稱為「至高無上的首領」。「邦聯」則是由數個「州」聚在一起形成的。例如，位於Larteh的「Guan」州和位於Akroppong的Akyem州一起組成了Akwapim王國。在州底下還有許多「部」，部再細分為數個城鎮、鄉村。
阿坎人的首領地位是根據他們的管轄區域進行排名的。

### 家庭與婚姻
有部分的人仍然實行阿坎人的母系社會傳統，住在傳統的大家庭裡。傳統上，阿坎人的政治和經濟結構是在母系的遺產和繼承上建構的。「家系」被定義為從一個特定祖先開始，與母親的血緣有關係的所有人。幾個家系組成一個政治單元直到被一個長者會議帶領，長者會議裡的每一個長者都是各個家系裡被選出來的。長者們因此在家系裡被授予公共的辦公室、陸地的保有權、其他家系財產，此外，家系的財產只會被母系親屬繼承。每一個家系控制土地，確保土地被成員們種植，在對祖先的尊敬下運轉，並監督成員們的婚姻、弭平成員內部的爭吵。
以上的政治單元同樣被群聚成八大群體（abusua）:Aduana, Agona, Asakyiri, Asenie, Asona, Bretuo, Ekuona and Oyoko。每一個群體裡的成員都是因為他們相信自己擁有同一個祖先的血統而聚成的，所以有一個婚配的禁忌——與同一個群體內的成員是被禁止的。無論性別或是婚姻狀況，每一個人都可以繼承，或是成為家系、政治單位或是群體(abusua)裡裡終生的成員。成員和他們的配偶因此屬於不同的群體（abusua），母親和孩子在同一個家戶裡居住、工作，父親則在不同的家戶裡居住、工作。
根據「Ashanti Home Page」 資料顯示，「一個男人與他的舅舅有較強烈的關係，與他的叔叔伯伯有較微弱的關係」。這也可以在一夫多妻的社會的環境裡看到，母親與小孩之間的情感紐帶遠比父親與小孩之間的情感紐帶強烈。因此，在繼承這方面，一個男人的外甥（姐妹的子女）將會有比他自己的兒子優先繼承。舅舅—外甥的親屬關係因此獲得首要的地位。

## 產業與生活
阿坎人幾乎都居住在森林裡，只有一些團體住在北邊的草原上與東邊的山丘和沃爾特河山谷。
基本的農作物是根莖類作物（像是地瓜、芋頭、大香蕉）和樹木（包含油棕、可可豆等）在許多地區礦物—尤其是黃金和鋁土—非常重要，一旦有阿坎人的王國開始缺乏黃金的資源，他們的政治權力便變得不牢靠，這也反映岀缺乏高價的貿易商品的問題。牲畜一直以來都沒有很重要的地位，但在一些地區直到二十世紀，狩獵還是很受重視。對大部分的阿坎人王國來說，貿易—主要是黃金—到目前為止都是一個很重要的資源。
許多貿易環繞在用棉花和蠶絲所織出的布。此外，在晚近的二十世紀，旅遊貿易興起的年代，木雕也開始成為有價值的商品。

## 信仰與習俗

### 信仰
位於迦納和象牙海岸的阿坎人由阿散蒂人、Fante人和其他的民族組成。阿散蒂人是阿坎人裡最大的群體，同時也最有影響力。阿坎人相信至高造物者擁有許多名字。神普遍被認為是Brekyirihunuade（「全能的」）。也有人說至高神Nyame是三位一體（Nyame,Nyankopon,Odmankoma）的一部分。至高造物者Nyame在阿散蒂的眾神中，是無所不知的、無所不能的天父。與他的老婆Asase Yaa生了兩個兒子：Bia 和 Tano。阿散蒂的宇宙造物者通常被認為是Odomankoma（意指「無限的發明者」）其他有關創造的例子還包括Oboadee（創造者）和Anansi Kokuroku（偉大的設計師或偉大的蜘蛛）。阿散蒂人相信abosom或是較低階的神，比較類似靈魂，這種靈體幫助人類生活在地球上。

### 習俗
蜘蛛Anansi是一個被描繪為騙子的民間英雄，在阿散蒂人的民間傳說裡非常重要。Abosom從至高造物者得到力量，最常在自然領域裡與世界連接。祭司服務個人的靈魂並且為人類與Abosom調解。許多相信這些習俗的人會參與每日的禱告，像是將要獻祭的酒傾倒出來，意味著向埋葬在地底下的祖先（Nsmanfo）們、無所不在的靈魂供應酒類。

## 文學與藝術

### 黃金法碼
阿坎人在西元10世紀之前，就已有了冶金技術。隨著貿易與黃金的發現，加上技術的先進，同時將紅銅和青銅作為造物的原料之一，目前傳世有名的像是黃金法碼、湯匙與兩種容器，kuduo和forowa。
黃金法碼，不僅訴說歷史，同時也是集阿坎人智慧之大成，傳承著重要的歷史事件與價值觀、宗教觀等。此外，也可以反映擁有者的社會階層，因此又有「說故事的銅」之稱。

## 著名人物
| 學術重要人物與發明家                     |                   |                       |                                                                                    |          |                                                                     |
| 姓名                                     | 出生日期          | 死亡日期              | 貢獻                                                                               | 參考來源 | 照片                                                                |
| Francis Allotey                          | 1932年8月9日      | —                     | 國際上公認的數學家、物理學家，以有關軟性Ｘ光光譜學的Allotey Formalism理論出名。    |          | Kwame Anthony AppiahMarcus GarveyKwame NkrumahSimone Gbagbo in 2006 |
| Lawrence Henry Yaw Ofosu-Appiah          | 1920年3月18日     | 1990年6月1日（70歲）  | 非洲百科全书的負責人。                                                             |          | Kwame Anthony AppiahMarcus GarveyKwame NkrumahSimone Gbagbo in 2006 |
| Kwame Anthony Appiah                     | 1954年5月8日      | —                     | 哲學家與小說家，對於政治與道德理論、心理與語言的哲學、非洲知識份子的歷史感興趣。   |          | Kwame Anthony AppiahMarcus GarveyKwame NkrumahSimone Gbagbo in 2006 |
| Patrick Awuah Jr. （页面存档备份，存于） | 1965年（59—60歲） | —                     | 微軟的程式設計師。在撥號上網方面作為微軟的先鋒                                     |          | Kwame Anthony AppiahMarcus GarveyKwame NkrumahSimone Gbagbo in 2006 |
| 馬科斯·加維                              | 1887年8月17日     | 1940年6月10日（52歲） | 20世紀一二十年代牙買加政治家、出版者、記者、創業家及演說家，同時也是UNIA-ACL創辦者 | [ 31 ]   | Kwame Anthony AppiahMarcus GarveyKwame NkrumahSimone Gbagbo in 2006 |